# Ritratto di giovane in nero
Il Ritratto di giovane in nero è un dipinto a olio su tavola di Rosso Fiorentino, databile al 1520 circa e conservato nella Galleria degli Uffizi di Firenze.

## Storia e descrizione
L'opera, tradizionalmente riferita a Domenico Puligo, è stata assegnata al Rosso dal direttore degli Uffizi, Antonio Natali.
Su uno sfondo architettonico appena accennato si vede un uomo a mezza figura, col busto di tre quarti verso destra e il volto ruotato verso lo spettatore. Indossa un abito e un cappello neri, tipici della moda maschile dei primi decenni del Cinquecento. Nelle mani tiene un libro e un rotolo, che alludono alle sue attività, magari di studioso e di diplomatico.
Il piglio della figura, spregiudicato e fiero, è pienamente confrontabile con creazioni contemporanee del Rosso, come il Ritratto di giovane con una lettera della National Gallery di Londra.